# آدامز (کنتاکی)
آدامز (به انگلیسی: Adams, Kentucky) یک منطقه مسکونی در ایالات متحده آمریکا است که در کنتاکی واقع شده‌است.

## خصوصیات
آدامز ۱۹۶٫۹ متر بالاتر از سطح دریا واقع شده‌است.